# Кауконен, Йорма
Йорма Людвик Кауконен младший (англ. Jorma Ludwik Kaukonen Jr; 23 декабря 1940, Вашингтон) — американский блюз- и рок-гитарист,, известный по своей работе с группами Jefferson Airplane и Hot Tuna. Кауконен был одним из основателей популярной группы психоделического рока Jefferson Airplane.

## Биография
Предки отца Йормы Людвика происходят из Финляндии, мать — потомок еврейских эмигрантов из России.
Ещё подростком, живя в Вашингтоне, Кауконен научился играть на гитаре. Там же в Вашингтоне он и будущий басист Jefferson Airplane Джек Кэзэди (который в то время играл на шестиструнной гитаре) сформировали группу под названием The Triumphs. Кауконен отбыл из Вашингтона и поступил в Колледж Antioch, где его друг Иан Бьюкенен научил его играть на гитаре фингерстайлом. Бьюкенен также познакомил Кауконена с музыкой Преподобного Гари Дэвиса, чьи песни стали частью репертуара Кауконена.
В 1962 году Кауконен, переехап в Сан-Франциско и поступил в университет Санта-Клары. В это время он также давал уроки игры на гитаре. Кауконен, как он потом говорил, считал себя исключительно блюзовым гитаристом, и у него никогда не было амбиции играть в рок-группе. Он играл как соло-исполнитель в барах и ресторанах, также его игру на акустической гитаре можно услышать на совместном историческом выступлении 1964 года с Джанис Джоплин, вышедшем после под заголовком «The Typewriter Tapes» (Ленты Пишущей машинки), (название запись получила из-за навязчивого фона звука печатной машинки, на которой печатала первая жена Кауконена — Маргарета). Когда Пол Кантнер пригласил Йорму посетить репетицию Jefferson Airplane тот был поражен арсеналом эффектов доступных для электрической гитары и позже сказал, «в рок-музыку меня втянули технологии.»
В 1969-70 годах Кауконен и Джек Кэзэди сформировали проект Hot Tuna. В первое время в Hot Tuna выступали вокалист Jefferson Airplane Марти Балин, и Джои Ковингтон как барабанщик и басист.
В 1974 году Кауконен сделал запись первого сольного альбома, «Quah».

## Дискография соло-альбомов
- Quah (1974)
- Jorma (1979)
- Barbeque King (1981)
- Magic (1985)
- Too Hot to Handle (1985)
- Embryonic Journey (1994)
- Magic Two (1995)
- The Land of Heroes (1995)
- Christmas (1996)
- Too Many Years (1998)
- Jorma Kaukonen Trio Live (2001)
- Blue Country Heart (2002)
- Stars in My Crown (2007)
- River of Time (2009)